# Thaddea Graham
Thaddea Graham (nascida em 17 de setembro de 1997) é uma atriz norte-irlandesa. Ela é conhecida por seus papéis na série Curfew (2019) da Sky One, nas séries The Letter for the King (2020), The Irregulars (2021) e Sex Education (2023) da Netflix, e nas séries Us (2020), Doctor Who: Flux (2021) e Wreck (2022) da BBC.
Graham apareceu na lista Screen International Rising Stars Ireland de 2023.

## Vida pessoal
Thaddea Graham foi adotada em um orfanato em Changsha, China, e com um ano de idade e foi criada no Condado de Down. Ela foi uma das primeiras adotadas internacionais na Irlanda do Norte. Ela se formou na Arts Educational School em Londres, graduando-se em Bacharel em Artes em atuação em 2018.

## Carreira
Graham fez sua estreia na televisão com um papel recorrente na terceira temporada de The Sparticle Mystery. Em dezembro de 2018, ela conseguiu seu primeiro papel importante como Iona na série de fantasia da Netflix de 2020, The Letter for the King, uma adaptação do clássico livro holandês de Tonke Dragt. Em dezembro, ela foi escalada como Bea no spinoff de Sherlock Holmes de 2021, The Irregulars, também na Netflix. Enquanto isso, ela interpretou Hanmei Collins na série de ação Curfew da Sky One e Kat na minissérie de comédia dramática Us da BBC One. Ela se juntou ao elenco de Doctor Who para sua décima terceira temporada (conhecida como Doctor Who: Flux) como Bel, fazendo sua estreia em "Capítulo Três: Era Uma Vez ".
Em 2024, foi anunciado que a atriz faria parte do elenco de , criado por David E. Kelley.

## Filmografia

### Filme
| Ano  | Titulo         | Papel   | Notas        |
| ---- | -------------- | ------- | ------------ |
| 2014 | Painkiller     |         | Curta        |
| 2021 | VHS            | Lea     | Curta        |
| 2022 | Ballywalter    | Frances |              |
| 2025 | Jay Kelly      | TBA     | Pós-produção |
| 2025 | After the Hunt | TBA     | Pós-produção |

### Televisão
| Ano       | Titulo                     | Papel              | Notas           |
| --------- | -------------------------- | ------------------ | --------------- |
| 2015      | The Sparticle Mystery      | Lucie              | Temporada 3     |
| 2015      | Dani's Castle              | Atka               | Temporada 3     |
| 2019      | Curfew                     | Hanmei Collins     | Papel principal |
| 2020      | The Letter for the King    | Iona               | Papel principal |
| 2020      | Us                         | Kat                | Papel principal |
| 2021      | The Irregulars             | Bea                | Papel principal |
| 2021      | Doctor Who                 | Bel                | Temporada 13    |
| 2022      | Redemption                 | Siobhán Wilson     | Papel principal |
| 2022–2024 | Wreck                      | Vivian Lim         | Temporadas 1–2  |
| 2023      | Sex Education              | Sarah 'O' Owens    | Temporada 4     |
| 2024      | DNA Journey                | Herself - Narrator | Temporada 5     |
| 2024      | Bad Sisters                | DI Una Houlihan    |                 |
| TBA       | Margo's Got Money Troubles | Susie              |                 |

### Video games
| Ano  | Título        | Papel         | Notas |
| ---- | ------------- | ------------- | ----- |
| 2022 | Sifu          | Lutador (voz) |       |
| 2023 | Dead Island 2 | Jessie (voz)  |       |